# Takeru Yamamoto
Takeru Yamamoto (en japonés: 山本遵, Yamamoto Takeru; Kanagawa, 9 de agosto de 2006) es un deportista japonés que compite en curling. Ganó una medalla de bronce en el Campeonato Pan Continental de Curling Masculino de 2023.

## Palmarés internacional
| Campeonato Pan Continental | Campeonato Pan Continental | Campeonato Pan Continental | Campeonato Pan Continental |
| Año                        | Lugar                      | Medalla                    | Prueba                     |
| -------------------------- | -------------------------- | -------------------------- | -------------------------- |
| 2023                       | Kelowna (Canadá)           | Medalla de bronce          | Equipo                     |